# Stendaler Roland

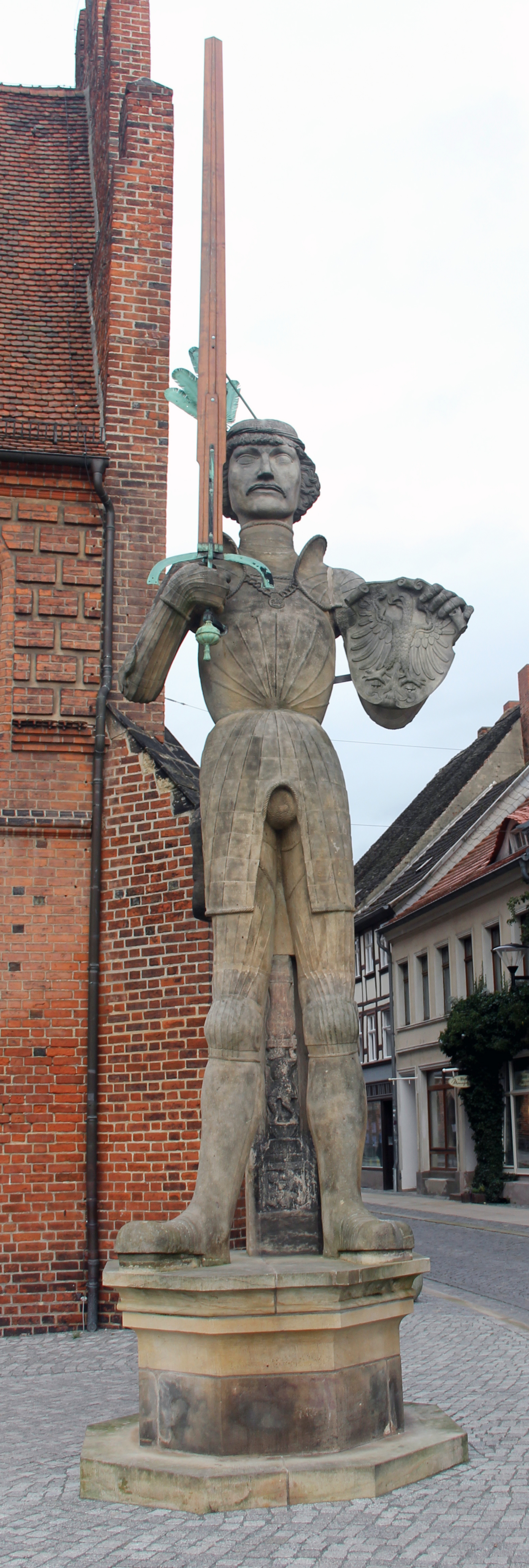
Rolandstatue in Stendal

Der Stendaler Roland, eine 1525 errichtete Rolandstatue auf dem Stendaler Marktplatz vor der Gerichtslaube des Rathauses, ist ein Wahrzeichen Stendals. Die Figur ist 7,80 Meter hoch.

## Bedeutung
Der Roland ist ein städtisches Rechtssymbol, das die hohe Gerichtsbarkeit, Marktfreiheit oder bestimmte Stadtrechte verkörperte.
Die Figur stellt den aus Liedern und Epen (Rolandslied) bekannten Heerführer Roland und angeblichen Neffen Karls des Großen dar.

## Beschreibung

### Rolandfigur
Die originale Freifigur aus Sandstein hat mit dem Schwert eine Höhe von 6 Metern und steht auf einem 1,80 Meter hohen, achteckigen Sockel mit einer profilierten Deckplatte. Die Gesamthöhe wird mit 7,80 Metern angegeben.
Der Roland ist als Ritter mit Schnurrbart dargestellt, der einen Plattenpanzer mit aufgelegten Wulsten trägt. Der Panzer besteht aus einem langen Riefelharnisch, Arm- und Beinschienen und Schulterstücken mit Halsberge. In der rechten Hand trägt er ein eisernes Schwert mit ursprünglich vergoldetem Knauf und Griff, in der linken Hand hält er einen Schild mit dem städtischen Wappen, einen Brandenburgischen Adler, unter dessen Füßen zwei an den Ecken ausgezackte Quadrate (Steine) liegen. Um die Haare trägt er einen Reif in Form eines wulstförmigen Stoffbandes (Pausch), mit einem eisernen Kiefernzweig an der rechten Seite.

### Stützsäule

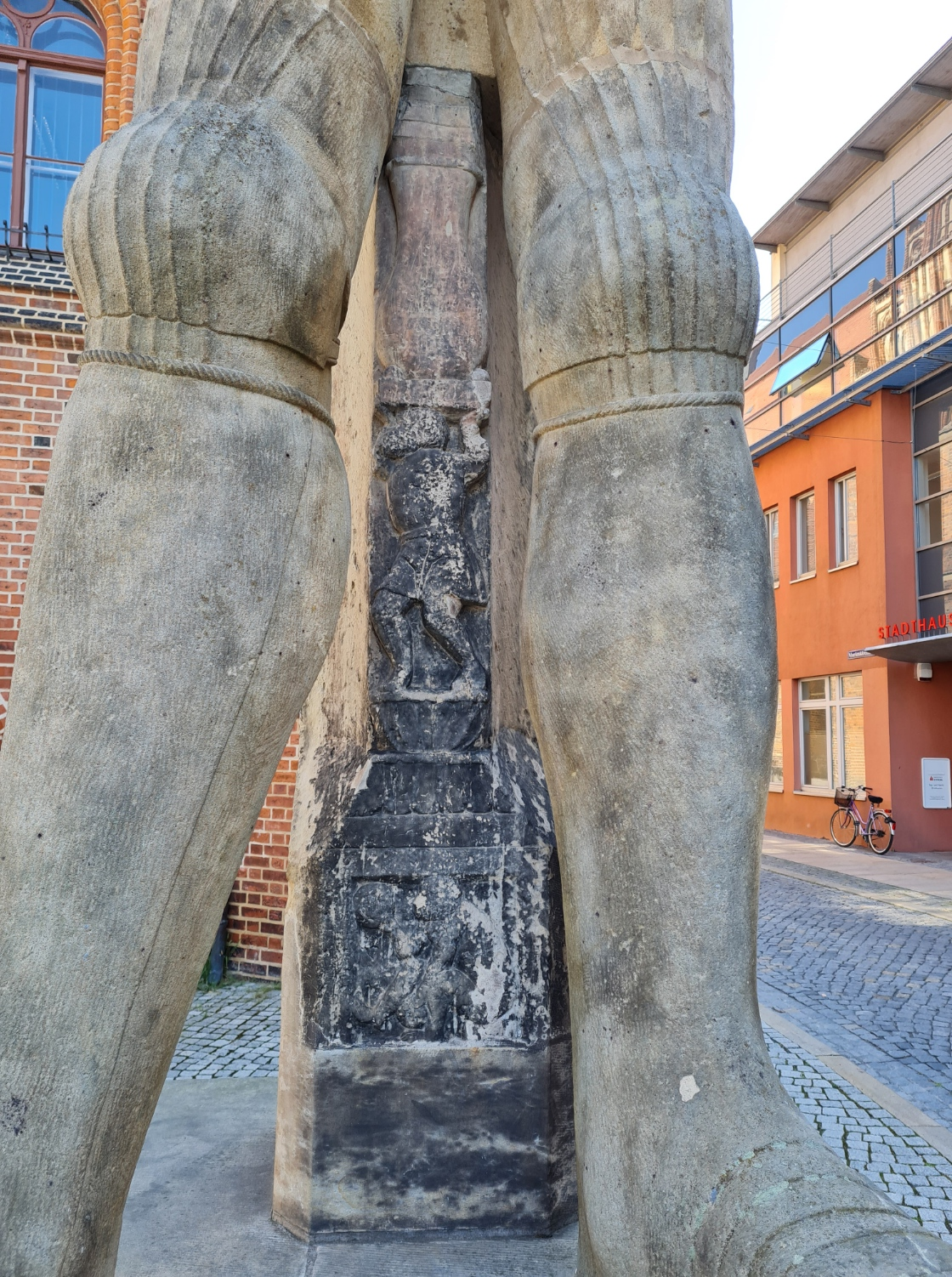
Stützsäule von vorn

Im Rücken wird der Roland von einer rechteckigen, ornamentierten Säule gestützt, auf der vorne und hinten Figuren dargestellt sind.
Vorne hockt unten ein Affe, der in einen Spiegel schaut, wie auch in der Zeichnung von 1753 bei Beckmann zu erkennen ist. Andere erkennen einen auf einem Steinwürfel sitzenden Affen mit einem Tamburin oder einem Spiegel in der Hand oder einen bärtigen Mann, der in der rechten Hand einen Stein oder eine Schale hebt, die linke Hand scheint einen zweiten Stein vom Boden aufzuheben. Darüber steht auf einer Palmettenkonsole eine bärtige Figur mit einem kurzen Kittel, die einen Baluster oder eine Vase auf dem Kopf trägt. Manche meinen, die Figur wäre ein Mann, der auf einer Muschelschale steht und eine Säule stemmt und so den Roland zu stützen scheint. Er trägt einen Kittel, der von einem Gürtel zusammengehalten wird, die damalige Arbeitskleidung der Handwerker. Das könnte als Selbstdarstellung des Meisters gedeutet werden, der den Roland schuf.

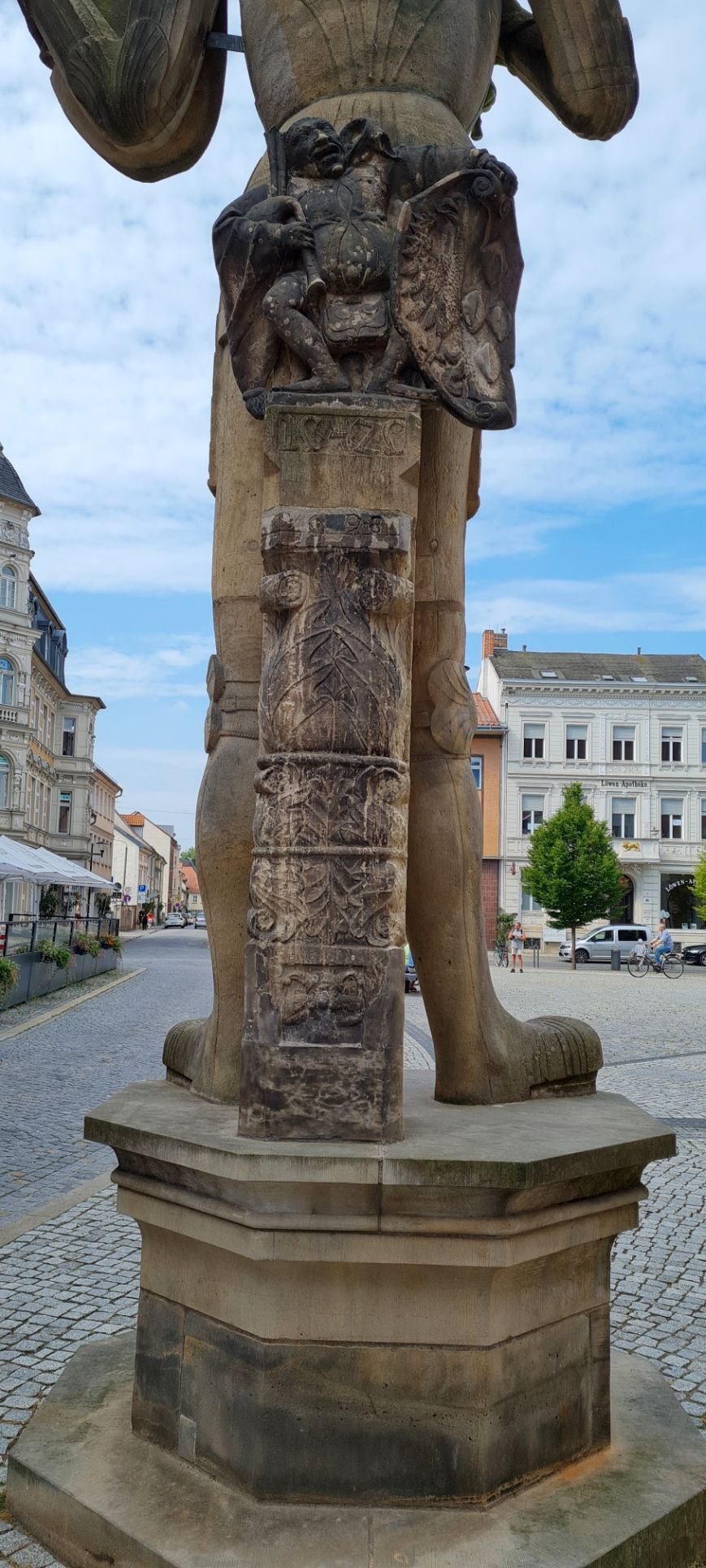
Stützsäule mit Sockel von hinten

Auf der Rückseite ist am unteren Ende der Säule in einem rechteckigen Feld ein kniender Mann mit einer Schellenkappe dargestellt. Darüber erhebt sich ein balusterartiges Relief, auf dem oben eine Narrenfigur mit einem Dudelsack in der rechten Hand zu sehen ist; in der anderen Hand hält sie das Stendaler Stadtwappen, einen halben Adler rechts und vier Rauten links. Die Stendaler erkennen in der Figur Till Eulenspiegel.

### Maße
Im Jahre 1905 wurde der Roland vermessen.
|                           | Meter |
| ------------------------- | ----- |
| Gesamthöhe mit Postament  | 7,80  |
| Figur mit Kappe und Feder | 6,00  |
| Scheitel bis zur Sohle    | 5,50  |
| Kopfweite mit „Locken“    | 1,95  |
| Halsweite                 | 1,05  |
| Brustweite                | 2,80  |
| Taillenweite              | 1,90  |
| Gesäßweite                | 2,55  |
| Schenkel                  | 1,35  |
| Knie                      | 1,09  |
| Wade                      | 1,17  |
| Armlänge                  | 1,80  |
| Schwert                   | 4,50  |
| Griff                     | 0,80  |

Der kleine Finger ist länger als eine große Männerhand.
Die heutige Nachbildung ist etwas kleiner.
|                     | Meter |
| ------------------- | ----- |
| Figur ohne Sockel   | 5,41  |
| Länge des Schwertes | 4,39  |

## Geschichte
Samuel Lenz schrieb im Jahre 1747, dass der Roland 1525 „von neuem errichtet“ und „1698 renovieret worden“. Man nimmt daher an, dass er einen hölzernen Vorgänger gehabt hatte. 1837 wurde er „völlig wiederhergestellt“. Das beschädigte Kinn war ausgebessert und ein neues Schwert angefertigt worden. 1926, 1938 wurde er renoviert. 1955 wurde der rechte Arm repariert. In welchem der Jahre das Schwert nochmals erneuert wurde, ist nicht festgehalten worden. Ein altes Holzschwert befand sich bereits im Jahr 1962 im Altmärkischen Museum in Stendal. 1962 musste das Fundament erneuert werden. Durch die Erschütterungen des Verkehrs hatte sich die Figur geneigt. Im Baugrund des Fundamentes wurden zahlreiche Scherben aus dem 14. Jahrhundert gefunden.
Als 13. November 1972 der Orkan Quimburga über Norddeutschland wütete, wurde auch der Roland beschädigt. Es hieß, dass der Reifen schräg in die Stirn gerutscht war, das Schwert war abhandengekommen. Reste des Originals kamen im Oktober 1973 in das Altmärkische Museum. Bildhauer des VEB Denkmalpflege Magdeburg schufen eine Kopie aus Elbsandstein, die Ende September 1974 aufgestellt wurde.
Im Jahre 2014 erfolgten Restaurierungsarbeiten an der Kopie. Dabei wurde der Sockel erneuert.

## Rezeption

### Geschichten von Eulenspiegel

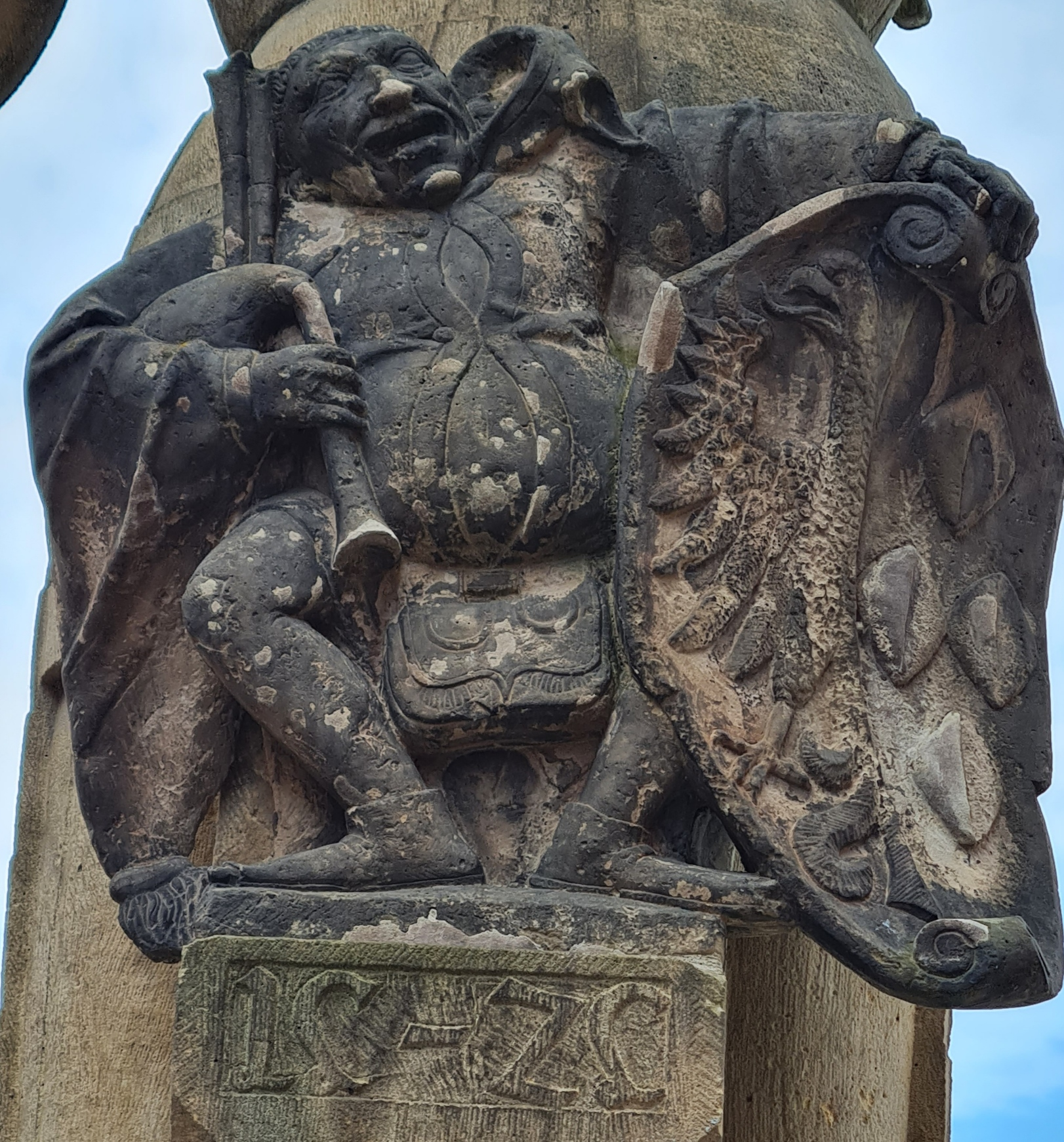
Narrenfigur (Eulenspiegel) oben auf der Stützsäule

In der 51. Historie von „Ein kurzweilig Lesen von Till Eulenspiegel“ weilt er in stendel: „Wie Eulenspiegel Wolle schlug, weil der Tuchmacher ihm verboten hatte, den blauen Montag zu feiern“. Till hatte sich als Wollweber-Geselle ausgegeben und bei einem Tuchmacher in der Weberstraße in Stendal verdingt, dem er übel mitspielte, da er all seine Wünsche genau wörtlich nahm.
In einer Sagensammlung von 1840 wird die Geschichte noch fortgeführt mit „Geselle, Spinnen magst du doch?“ Für mein Leben gern entgegnete Till. Am nächsten Tag krochen Spinnen aller Art auf einem großen eichenen Tisch.

### Sage – Wie die Stendaler ihren Roland nicht länger haben wollen
Der Lehrer Pölzig überlieferte diese Sage am Ende des 19. Jahrhunderts.
Vor langer Zeit kam auch der Teufel einmal nach Stendal. Weil ihm die Stendaler zu fromm waren, beschloss er, ihnen einen Streich zu spielen. Er ging zu den Ratsherren, stellte sich als Bildhauer vor und schlug vor, den „Roland länger zu machen“. In der Stadtkasse war aber kein Geld dafür. Da sagten die Herren vom Rat dem vermeintlichen Bildhauer, sie wollten den Roland „nicht länger haben“. Diese Antwort wollte der Teufel hören und er erzählte es herum. Darauf versammelten sich Tausende und riefen: „Wir wollen den Roland länger haben!“ und sie zerwarfen die bunten Glasfenster des Rathauses mit Steinen. Der Rat war erst ratlos. Dem Ratmann Klug kam dann die Idee. Er ergriff ein Stück Kreide und schrieb auf ein Brett: „Der Roland ist uns lang genug. Wir wollen ihn nicht noch länger haben!“ Da brach die Menge in schallendes Gelächter aus. Sie wollten den Schelm ergreifen, doch sie hörten nur ein höhnendes Lachen, sahen Dampf und Rauch dort, wo der Teufel gestanden hatte.

### Sage – Wie der Stendaler Roland auch hört
Zuweilen soll es vorkommen, dass der Roland auch hört, und zwar die Betglocke zur Mittagszeit. Dann steigt er von seinem steinernen Gestell herunter und wandert, dass das Pflaster kracht, mit langsamen, bedächtigen Schritten durch die Straßen der Stadt, bis er ein Haus findet, in dem ein kräftiges Mittagsmahl bereitet ist. Er zwängt sich durch die Tür in den Speisesaal und isst und trinkt wohl für fünfzig Mann. Am Ende schreitet er ohne Gruß und Dank wieder auf sein Postament zurück.

### Gedichte
1840 überlieferte der Stendaler Prediger Ernst Weihe die heute kaum noch bekannten Gedichte „Wie der Stendalsche Roland sich dreht“ und „Wie der Stendalsche Roland hört“.

### Arbeiterfestspiele

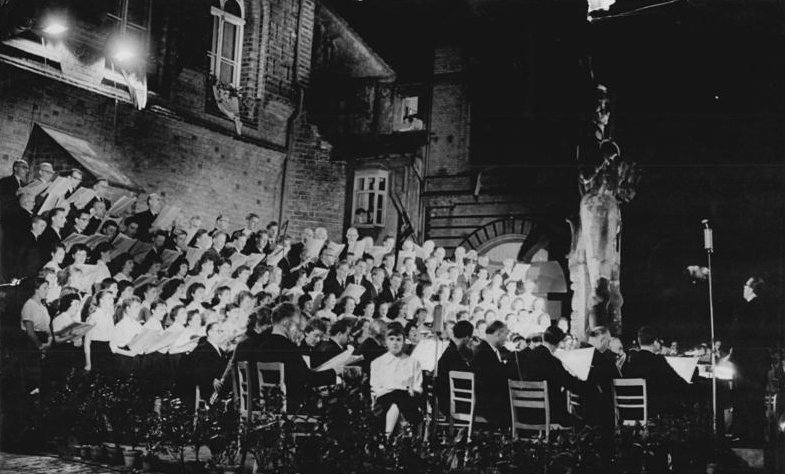
III. Arbeiterfestspiele – Chronik des Roland von Stendal

Bei den III. Arbeiterfestspielen 1961 in Stendal wurde das Oratorium „Höret die Kunde – die Chronik des Roland zu Stendal“ aufgeführt, in dem der Roland in Rezitationen durch 800 Jahre Stendaler Stadtgeschichte führte. Ein Berichterstatter überlieferte ein Zuschauerurteil über den Roland im Stück: „der sieht aus wie der Spitzbart Ulbricht“.

### Philatelie
Das Motiv des Stendaler Rolands wurde in Philatelie aufgegriffen. 1987 und im Jahr 2022.

## Brauchtum
Jährlich im Juni findet in der Stendaler Innenstadt das Rolandfest statt.

## Weitere Namensnennung
Der Roland von Stendal ist Namenspatron für diese Vereine
- Stendaler Rolandmusikanten e.V.
- Briefmarkenverein Stendaler Roland e.V.
- Kleingärtnerverein „Roland“ Stendal e.V.